# Parasaphes
Parasaphes là một chi bọ cánh cứng trong họ 
Elateridae.
Chi này được miêu tả khoa học năm 1882 bởi Candèze.

## Các loài
Chi này gồm các loài:
- Parasaphes elegans Candèze, 1882